# Toise métrique
Sous le Premier Empire, les unités usuelles de transition définies le 12 février 1812 par Napoléon Ier définissent la toise métrique comme valant exactement deux mètres. Cet usage, prescrit un temps par le pouvoir, ne fut pas adopté par le peuple. Cette loi fut ensuite abrogée.